# Hyalesthes scotti
Hyalesthes scotti är en insektsart som beskrevs av Ferrari 1882. Hyalesthes scotti ingår i släktet Hyalesthes och familjen kilstritar. Inga underarter finns listade i Catalogue of Life.